# علية علي

علية علي (ممثلة)

علية علي ممثلة مصرية بدأت حياتها الفنية في بداية الخمسينيات وأدت أدواراً عديدة ثانوية في السينما المصرية، قدمت في بداية حياتها دور الغانية فتاة الكباريه والخادمه، وفي الثمانينيات قدمت دور الأم والمرأة الكادحة.

## أهم أعمالها
مسلسل «الخروج من المأزق» للمخرج صفوت القشيري عام 1995
فيلم «الشيطان يقدم حلا» للمخرج محمد عبد العزيز عام 1991
فيلم «المعلمة سماح» للمخرج محمد عبد العزيز عام 1989
فيلم «وتمضي الاحزان» للمخرج أحمد ياسين عام 1979
فيلم «بنات في الجامعة» للمخرج عاطف سالم عام 1971
فيلم «بابا عريس» للمخرج حسين فوزي عام 1950

## وصلات خارجية
https://elcinema.com/person/1064438 علية علي
https://dhliz.com/artist/S0Khsvrrpd4/ علية علي
https://karohat.com/Person/a098aab8-2eef-4bc2-b9dd-f7820dce8538 علية علي